# Un borghese piccolo piccolo
Un borghese piccolo piccolo är en italiensk dramakomedi från 1977 i regi av Mario Monicelli.
Filmen är baserad på Vincenzo Ceramis roman med samma namn.

## Utmärkelser
Un borghese piccolo piccolo vann David di Donatello för bästa film 1977.

## Rollista i urval
- Alberto Sordi - Giovanni Vivaldi
- Shelley Winters - Amalia Vivaldi
- Vincenzo Crocitti - Mario Vivaldi
- Romolo Valli - dr. Spaziani
- Enrico Beruschi - Toti
- Renato Scarpa - prästen
- Paolo Paoloni - Giovannis kollega